# Alaena margaritacea
Alaena margaritacea là một loài zulu loài bướm thuộc họ Lycaenidae. Đây là loài đặc hữu của Nam Phi, ở đây nó chỉ được tìm thấy ở các sườn phủ cỏ ở vùng Haenertsburg, tỉnh Limpopo gần Wolkberg. Nó đang bị đe dọa bởi các loài cây trồng ngoại lai.
Sải cánh từ 24–27 mm đối với con đực và 28–30 mm đối với con cái. Cá thể trưởng thành mọc cánh từ cuối tháng 12 đến đầu tháng 1.
Mỗi năm loài này có một thế hệ.
Ấu trùng ăn các loài Cyanobacteria.